# بیون بک‌هیون
بیون بک-هیون (به کره‌ای: 변백현؛ زادهٔ ۶ مهٔ ۱۹۹۲)، که بیشتر با نام هنری بک‌هیون (به انگلیسی: Baekhyun) شناخته می‌شود، خواننده، ترانه‌سرا و بازیگر اهل کره جنوبی است.
او عضو گروه چینی-کره‌ای اکسو، زیرگروه اکسو-کی، زیرمجموعهٔ اکسو-سی‌بی‌اکس و عضو گروه و لیدر گروه سوپرام است.
بکهیون در ۸ ژانویه ۲۰۲۴ کمپانی خود را به نام INB100 تاسیس کرد. چن و شیومین دو عضو دیگر اکسو به این کمپانی پیوسته اند و فعالیت های انفرادی خود و همچنین یونیت چن ، بکهیون و شیومین(چنبکشی/cbx) را زیر نظر این کمپانی انجام خواهند داد. بکهیون به دلیل فعالیت های متعدد خود از جمله استعداد در خوانندگی، فعالیت های تک‌نفره (سولو) و رکوردشکنی ها، همکاری‌های بین‌المللی و حضور در چارت‌ها، توانایی در بازیگری و مدلینگ، خلاقیت در ترانه‌سرایی و آهنگسازی، محبوبیت گسترده و تأثیر فرهنگی و... لقب "نابغه کی‌پاپ" را از سوی مردم دریافت کرد. 

## اوایل زندگی
بک‌هیون در ۶ مهٔ ۱۹۹۲، در شهر بوچن استان گیونگی-دو کرهٔ جنوبی متولد شد. او یک برادر بزرگ‌تر به اسم بیون بک-بوم دارد. در ۱۱ سالگی به‌عنوان خواننده شروع به آموزش کرد و از خوانندهٔ کره‌ای رین تأثیر زیادی گرفت. بک‌هیون در دبیرستان جونگوونِ بوچن تحصیل کرد و برندهٔ جایزهٔ خوانندهٔ محلی شد. او کمربند سیاه در ورزش رزمی هاپکیدو دارد.
بک‌هیون حین تحصیل برای امتحان ورودی دانشگاه هنرهای سئول، توسط اس.ام. انترتینمنت کشف شد و سرانجام در سال ۲۰۱۱ به این کمپانی پیوست.

## حرفه
بک‌هیون در ژوئیهٔ ۲۰۱۹، با آلبوم چندآهنگهٔ روشنایی‌های شهر فعالیت تکی خود را آغاز کرد.
او در سال ۲۰۲۰، ترانهٔ «عشق من» را به‌عنوان موسیقی متن مجموعهٔ تلویزیونی «دکتر رمانتیک ۲» منتشر کرد. همچنین ترانهٔ «در جاده» را برای مجموعهٔ تلویزیونی «کفتار» خواند.
در ۲۵ مهٔ ۲۰۲۰، آلبوم چندآهنگهٔ لذت را به‌همراه تک‌آهنگ لید «آب‌نبات» منتشر کرد. آلبوم بیش از ۷۳۲٬۲۹۷ کپی پیش‌فروش شد، این بیشترین پیش‌فروش توسط یک تک‌خوان در تاریخ کرهٔ جنوبی بود.
بک‌هیون در ۶ مهٔ ۲۰۲۱، در سالروز تولد ۲۹ سالگی خود، خدمت سربازی را آغاز کرد. او به‌خاطر کم‌کاری تیروئید طولانی‌مدتش، در بخش خدمات عمومی خدمت خواهد کرد.

## طراحی مد
در سال ۲۰۱۸، مجله ووگ همکاری بک‌هیون با برند Privé و راه‌اندازی برند «Privé by BBH»، یک برند مد خیابانی، را اعلام کرد. بک‌هیون در حال حاضر به‌عنوان مدیر نوآوری این برند درحال فعالیت است.

## موسیقی‌شناسی

### آلبوم‌های چندآهنگه
- روشنایی‌های شهر (۲۰۱۹)
- لذت (۲۰۲۰)
- بک‌هیون (۲۰۲۱)
- بامبی (۲۰۲۱)
- سلام، دنیا (۲۰۲۴)

## فیلم‌شناسی

### سریال‌ها
| سال  | عنوان            | نقش      | شبکه       | توضیحات  |
| ---- | ---------------- | -------- | ---------- | -------- |
| ۲۰۱۵ | همسایه بغلی اکسو | بکهیون   | نیور تی وی | نقش اصلی |
| ۲۰۱۶ | عاشقان ماه       | وانگ یون | اس‌بی‌اس     | نقش مکمل |

### تئاترهای موزیکال
| سال  | عنوان           | نقش        | توضیحات |
| ---- | --------------- | ---------- | ------- |
| ۲۰۱۴ | «آواز در باران» | دان لاک‌وود | —       |

### موزیک ویدئوها
| عنوان                                                | سال  |
| ---------------------------------------------------- | ---- |
| خانوادهٔ عزیز من (بعنوان عضوی از اس. ام. اینترتینمنت) | ۲۰۱۲ |
| زیبا (برای سریال همسایه بغلی اکسو)                   | ۲۰۱۵ |
| رویا (به‌همراه سوزی)                                  | ۲۰۱۶ |
| یک روز (به‌همراه کی. ویل)                             | ۲۰۱۶ |
| به خانه می‌برمت                                       | ۲۰۱۷ |
| باران (به‌همراه سویو)                                 | ۲۰۱۷ |
| جوان (به‌همراه لوکو)                                  | ۲۰۱۸ |
| UN Village                                           | ۲۰۱۹ |
| Candy                                                | ۲۰۲۰ |
| Runner                                               | ۲۰۲۱ |
| Get You Alone                                        | ۲۰۲۱ |
| Bambi‌‌‌                                                | ۲۰۲۱ |
| hurt                                                 | ۲۰۲۱ |